# أوقست بيير
أوقست بيير (بالألمانية: August Bier) (و. 1861 – 1949 م) هو جراح، وأستاذ جامعي ألماني، توفي عن عمر يناهز 88 عاماً.

## التعليم
تعلم في جامعة هومبولت في برلين، وتعلم في جامعة لايبتزغ، وتعلم في جامعة كيل
.

## جوائز وترشيحات
حصل على جوائز منها:

Order of the Red Eagle 2nd Class ‏
ترشح لـ:
- جائزة نوبل في الطب أو علم وظائف الأعضاء (1936)[8]
- جائزة نوبل في الطب أو علم وظائف الأعضاء (1934)[8]
- جائزة نوبل في الطب أو علم وظائف الأعضاء (1931)[8]
- جائزة نوبل في الطب أو علم وظائف الأعضاء (1928)[8]
- جائزة نوبل في الطب أو علم وظائف الأعضاء (1925)[8]
- جائزة نوبل في الطب أو علم وظائف الأعضاء (1924)[8]
- جائزة نوبل في الطب أو علم وظائف الأعضاء (1923)[8]
- جائزة نوبل في الطب أو علم وظائف الأعضاء (1920)[8]
- جائزة نوبل في الطب أو علم وظائف الأعضاء (1919)[8]
- جائزة نوبل في الطب أو علم وظائف الأعضاء (1918)[8]
- جائزة نوبل في الطب أو علم وظائف الأعضاء (1915)[8]
- جائزة نوبل في الطب أو علم وظائف الأعضاء (1914)[8]
- جائزة نوبل في الطب أو علم وظائف الأعضاء (1913)[8]
- جائزة نوبل في الطب أو علم وظائف الأعضاء (1911)[8]
- جائزة نوبل في الطب أو علم وظائف الأعضاء (1910)[8]
- جائزة نوبل في الطب أو علم وظائف الأعضاء (1909)[8]
- جائزة نوبل في الطب أو علم وظائف الأعضاء (1908)[8]
- جائزة نوبل في الطب أو علم وظائف الأعضاء (1907)[8]
- جائزة نوبل في الطب أو علم وظائف الأعضاء (1906).[8]

## روابط خارجية
- أوقست بيير على موقع مونزينجر (الألمانية)